# Winnenden
Winnenden er en by i Rems-Murr-Kreis i delstaten Baden-Württemberg, Tyskland. Byen har 27.732 indbyggere.
Byens historie daterer sig tilbage til 1181.
Siden 1939 har højtryksrenserproducenten Kärcher haft hovedsæde i byen.
I 2009 blev byen scene for skolemassakren på Albertville Realschule, hvor 16 blev skudt.
- Wikimedia Commons har flere filer relateret til Winnenden